# Англисидес
Англисѝдес (на гръцки: Αγγλισίδες) е село в Кипър, окръг Ларнака. Според статистическата служба на Република Кипър през 2001 г. селото има 997 жители.
Намира се на 4 km северно от Анафотия.